# Leigh Scott
Leigh Scott est un réalisateur, scénariste, producteur de cinéma et acteur américain, né le 18 février 1972 à Milwaukee, dans le Wisconsin, aux États-Unis.

## Biographie
Leigh Scott a une formation en physique théorique. Il a hésité entre fréquenter le Massachusetts Institute of Technology (MIT) ou l’Université de Caroline du Sud (USC). L’USC l’a emporté. Il a fréquenté la prestigieuse School of Cinema-Television de l’USC. Pendant ses études, il a obtenu un stage chez « Concorde Pictures » de Roger Corman. Chez Concorde, il a travaillé dans la production, le marketing et le développement. Après avoir obtenu son diplôme, à l’âge de 22 ans, il a produit et réalisé avec succès son premier long métrage, Beach House (1996). Il enchaîne quatre ans plus tard avec Art House (1998), une comédie qui est en sélection officielle au festival américain Aspen Comedy Arts. 
Avec plus de deux douzaines de longs métrages à son actif, Leigh Scott travaille comme scénariste, réalisateur, producteur, monteur et directeur de la photographie professionnel dans l’industrie cinématographique depuis près de vingt ans. Leigh Scott a toujours cherché à repousser les limites dans les aspects commerciaux et créatifs de l’industrie. Il a été l’un des premiers cinéastes à encourager la prise de vue numérique, plutôt que sur film, et à adopter la postproduction numérique. Il a formé les monteurs de Warner Bros. à l’utilisation des systèmes de montage informatique dès 1994. Il a été l’un des premiers réalisateurs à tourner sur des caméras de cinéma numérique RED et a supervisé certains des premiers tests et tournages de capture de mouvement pour Microsoft.
Il écrit sous le pseudonyme A.B. McKorkindale. Le nom de sa société de production est Blackthorn, et il y a une référence à Blackthorn dans chaque script que Leigh écrit, y compris ceux qu’il ne réalise pas.
Sa ré-imagination de 2011 du Magicien d'Oz, intitulée Dorothy et les sorcières d'Oz, mettait en vedette Christopher Lloyd (Retour vers le futur). Leigh Scott a réalisé des films d'exploitation à petit budget comme Transmorphers, ainsi que le drame The 9/11 Commission Report.

## Filmographie

### comme acteur
- 2003 : Un couple d'enfer : "Not my Baby" Guy
- 2005 : Jolly Roger: Massacre at Cutter's Cove : Ray
- 2005 : Invasion (direct-to-video) : Sean
- 2005 : Frankenstein Reborn : Dr. Cadaverella (non crédité)
- 2005 : Dead Men Walking : Rafferty / garde
- 2005 : Shapeshifter : Harry Ellis
- 2005 : Le Seigneur du monde perdu : Dr. Armstrong
- 2006 : When a Killer Calls (direct-to-video) : officier de police
- 2006 : Hillside Cannibals (direct-to-video) : Sawney Bean / David
- 2006 : Dracula's Curse : The Old One
- 2006 : Pirates of Treasure Island : Ben Gunn
- 2006 : The 9/11 Commission Report : Jeff
- 2007 : The Hitchhiker : Doug
- 2007 : The Apocalypse (direct-to-video) : Nick
- 2007 : Robot War (direct-to-video) : General Sabir
- 2007 : Invasion of the Pod People (direct-to-video) : Zach
- 2007 : Koreatown : Fontaine
- 2008 : The Dunwich Horror (téléfilm) : Dr. Ashley
- 2009 : Les Immortels de la nuit (téléfilm) : The Old One
- Tik-Tok
  - Episode #1.2 (2011) (voix)
- 2011 : The Witches of Oz (mini-série télévisée)
- 2011 : Dorothy and the Witches of Oz
- 2016 : The Night Before Christmas (court-métrage) : narrateur (voix)
- 2017 : Piranha Sharks : Taggart
- 2018 : Ebenezer Scrooge (court-métrage) : narrateur (voix)
- 2020 : Kristina Kringle: The Search for Santa : Drig[3]

### comme réalisateur
- 1996 : Beach House
- 1998 : Art House
- 2005 : Frankenstein Reborn
- 2005 : The Beast of Bray Road
- 2005 : Le Seigneur du monde perdu
- 2006 : Exorcism : The Possession of Gail Bowers (direct-to-video)
- 2006 : Hillside Cannibals (direct-to-video)
- 2006 : Bram Stoker's Dracula's Curse
- 2006 : Pirates of Treasure Island
- 2006 : The 9/11 Commission Report
- 2006 : Dragon
- 2007 : The Hitchhiker
- 2007 : Robot War (direct-to-video)
- 2008 : Les Ailes de la Terreur (téléfilm)
- 2008 : The Dunwich Horror (téléfilm)
- 2009 : Cyborg Conquest
- 2011 : Les Sorcières d'Oz (mini-série télévisée) (2 épisodes)
  - Episode #1.1 (2011)
  - Episode #1.2 (2011)
- 2011 : Dorothy and the Witches of Oz
- 2013 : The Penny Dreadful Picture Show
- 2014 : The Lost Girls
- 2015 : Supersize Squad (court métrage)
- 2015 : Extracurricular Activities
- 2017 : Piranha Sharks
- 2017 : The Baron Trump Adventures
- 2018 : The Penny Dreadful Picture Show Re-Animated
- 2019 : The Pirate, the Witch and the Weirdo
- 2020 : Kristina Kringle: The Search for Santa
- 2021 : A New Lease on Christmas
- 2022 : Yellow Brick Road[3].

### comme scénariste
- 1998 : Art House
- 2005 : Frankenstein Reborn
- 2005 : The Beast of Bray Road
- 2005 : Le Seigneur du monde perdu
- 2006 : Exorcism: The Possession of Gail Bowers
- 2006 : Dracula's Curse
- 2006 : Pirates of Treasure Island
- 2006 : The 9/11 Commission Report
- 2006 : Dragon
- 2007 : The Hitchhiker
- 2007 : Robot War
- 2007 : Invasion of the Pod People (direct-to-video)
- 2008 : The Dunwich Horror
- 2009 : Cyborg Conquest
- 2009 : Les Immortels de la nuit (téléfilm)
- 2010 : Quantum apocalypse (téléfilm)
- 2011 : The Witches of Oz
  - Episode #1.1 (2011)
  - Episode #1.2 (2011)
- 2011 : Dorothy and the Witches of Oz
- 2013 : The Penny Dreadful Picture Show
- 2014 : The Lost Girls
- 2017 : Piranha Sharks
- 2017 : The Baron Trump Adventures
- 2018 : Are you an idiot?
- 2018 : The Penny Dreadful Picture Show Re-Animated
- 2019 : The Pirate, the Witch and the Weirdo
- 2020 : Kristina Kringle: The Search for Santa
- Black Noise (en postproduction)[3]

### comme producteur
- 1998 : Art House
- 2002 : Jane White Is Sick & Twisted
- 2002 : The Quarry (coproducteur)
- 2002 : Hitters
- 2005 : Jolly Roger: Massacre at Cutter's Cove
- 2005 : Invasion (direct-to-video)
- 2005 : Dead Men Walking
- 2007 : Invasion of the Pod People (direct-to-video)
- 2008 : The Dunwich Horror (téléfilm)
- 2009 : Cyborg Conquest
- 2009 : Les Immortels de la nuit (téléfilm)
- 2010 : House of Bones (téléfilm)
- 2010 : Quantum apocalypse (téléfilm)
- 2011 : The Witches of Oz (1 épisode)
  - Episode #1.1 (2011)
- 2011 : Slash-in-the-Box (court-métrage)
- 2011 : Dorothy and the Witches of Oz
- 2013 : Officer Down (coproducteur)
- 2013 : Pawn (coproducteur)
- 2013 : The Scout (court-métrage)
- 2013 : The Penny Dreadful Picture Show
- 2014 : The Lost Girls
- 2015 : Extracurricular Activities
- 2017 : Piranha Sharks
- 2017 : The Baron Trump Adventures
- 2018 : The Penny Dreadful Picture Show Re-Animated
- 2018 : The Incredible Jake Parker: The Story Begins (court-métrage)
- 2018 : Deux cupidons pour Noël (téléfilm)
- 2019 : The Incredible Jake Parker: It's Over, Jake (court-métrage)
- 2020 : The Incredible Jake Parker
- 2020 : Kristina Kringle: The Search for Santa
- 2021 : A New Lease on Christmas
- 2022 : Yellow Brick Road
- The Island (en postproduction)
- Black Noise (en postproduction)[3]